# Jens Nilsson (politico)
Jens Nilsson (Västervik, 25 settembre 1948 – Bruxelles, 13 marzo 2018) è stato un politico svedese, europarlamentare per il Partito Socialdemocratico.

## Biografia
Esponente del Partito Socialdemocratico Svedese, il 1º dicembre 2011, con l'entrata in vigore del trattato di Lisbona e il conseguente aumento da 18 a 20 dei seggi spettanti alla Svezia, è diventato europarlamentare, insieme a Amelia Andersdotter del Partito Pirata; ha confermato il proprio seggio al Parlamento europeo alle elezioni del 2014.